# Puccinia setariae-forbesianae
Puccinia setariae-forbesianae ist eine Ständerpilzart aus der Ordnung der Rostpilze (Pucciniales). Der Pilz ist ein Endoparasit der Borstenhirse Setaria forbesiana. Symptome des Befalls durch die Art sind Rostflecken und Pusteln auf den Blattoberflächen der Wirtspflanzen. Sie ist ein Endemit Chinas.

## Merkmale

### Makroskopische Merkmale
Puccinia setariae-forbesianae ist mit bloßem Auge nur anhand der auf der Oberfläche des Wirtes hervortretenden Sporenlager zu erkennen. Sie wachsen in Nestern, die als gelbliche bis braune Flecken und Pusteln auf den Blattoberflächen erscheinen.

### Mikroskopische Merkmale
Das Myzel von Puccinia setariae-forbesianae wächst wie bei allen Puccinia-Arten interzellulär und bildet Saugfäden, die in das Speichergewebe des Wirtes wachsen. Aecien oder Spermogonien der Art sind nicht bekannt. Die dunkelbraunen Uredien der Art wachsen beidseitig auf den Blättern der Wirtspflanzen. Ihre gelbbraunen Uredosporen sind unregelmäßig kugelig bis eiförmig, 27–31 × 20–24 µm groß und fein stachelwarzig. Die Telien sind schwarzbraun, lang bedeckt dann schlitzförmig geöffnet. Die haselnussbraunen Teliosporen sind ein- bis zweizellig, unregelmäßig ellipsoid bis eckig und 27–31 × 20–24 µm groß; ihre Stiele sind kurz.

## Verbreitung
Das bekannte Verbreitungsgebiet von Puccinia setariae-forbesianae umfasst lediglich das chinesische Kunming.

## Ökologie
Die Wirtspflanze von Puccinia setariae-forbesianae ist die Borstenhirse Setaria forbesiana. Der Pilz ernährt sich von den im Speichergewebe der Pflanzen vorhandenen Nährstoffen, seine Sporenlager brechen später durch die Blattoberfläche und setzen Sporen frei. Die Art verfügt über einen Entwicklungszyklus, von dem bislang lediglich Telien und Uredien sowie deren Wirt bekannt sind; Spermogonien und Aecien konnten dem Pilz nicht zugeordnet werden.